# Welterbe in Nordkorea

Zum Welterbe in Nordkorea gehören (Stand 2025) drei UNESCO-Welterbestätten, zwei Stätten des Weltkulturerbes und eine gemischte Welterbestätte. Nordkorea ist der Welterbekonvention 1998 beigetreten, die erste Welterbestätte wurde 2004 in die Welterbeliste aufgenommen. Die bislang letzte Welterbestätte in Nordkorea wurde 2025 eingetragen.

## Welterbestätten
Die folgende Tabelle listet die UNESCO-Welterbestätten in Nordkorea in chronologischer Reihenfolge nach dem Jahr ihrer Aufnahme in die Welterbeliste (K – Kulturerbe, N – Naturerbe, K/N – gemischt, (G) – auf der Liste des gefährdeten Welterbes).
| Bild                       | Bezeichnung                                          | Jahr | Typ | Ref. | Beschreibung |
| -------------------------- | ---------------------------------------------------- | ---- | --- | ---- | --- |
| (weitere Bilder)           | Koguryo-Grabstätten (Lage)                           | 2004 | K   | 1091 | 12 Gruppen von Grabstätten der Goguryeo-Dynastie, der Herrscher des Königreichs Goguryeo, das im 1. Jahrtausend n. Chr. das nördlichste und größte der drei Reiche von Korea war. Erfüllte Kriterien für Weltkulturerbe: i., ii., iii., iv. |
| (weitere Bilder)           | Historische Monumente und Stätten von Kaesŏng (Lage) | 2013 | K   | 1278 | 8 Gruppen historischer Monumente und Stätten in Kaesŏng, der Hauptstadt des mittelalterlichen Königreichs Goryeo. Ursprüngliche Nominierung 2008 war größer. Erfüllte Kriterien für Weltkulturerbe: ii., iii.                               |
| Kŭmgangsan – Diamantenberg | Kŭmgangsan – Diamantenberg                           | 2025 | K/N | 1642 | Der Vorschlag enthielt noch zwei weitere kleinere Gebiete. Erfüllte Kriterien für Weltkultur- und Naturerbe: iii., vii. |

## Tentativliste
In der Tentativliste sind die Stätten eingetragen, die für eine Nominierung zur Aufnahme in die Welterbeliste vorgesehen sind. Derzeit (2025) sind vier Stätten in der Tentativliste von Nordkorea eingetragen, die letzte Eintragung erfolgte im Mai 2000. Die folgende Tabelle listet die Stätten in chronologischer Reihenfolge nach dem Jahr ihrer Aufnahme in die Tentativliste.
| Bild                                                 | Bezeichnung                                          | Jahr | Typ | Ref. | Beschreibung                       |
| ---------------------------------------------------- | ---------------------------------------------------- | ---- | --- | ---- | ---------------------------------- |
| Myohyang-san und die Relikte im und rund um den Berg | Myohyang-san und die Relikte im und rund um den Berg | 2000 | K/N | 1422 |                                    |
| Historische Relikte von Pjöngjang                    | Historische Relikte von Pjöngjang                    | 2000 | K   | 1424 | Die Stätte ist für 2027 nominiert. |
| Höhlen im Kujang-Gebiet                              | Höhlen im Kujang-Gebiet                              | 2000 | N   | 1426 |                                    |
| Chilbosan                                            | Chilbosan                                            | 2000 | N   | 1427 |                                    |